# St Michael Paternoster Royal
St Michael Paternoster Royal è una chiesa della Città di Londra. L'edificio originale, che fu registrato per la prima volta nel XIII secolo, fu distrutto dal Grande incendio di Londra nel 1666. La chiesa fu ricostruita sotto l'egida di Sir Christopher Wren. Comunque St Michael's fu gravemente danneggiata dai bombardamenti di Londra durante la Seconda guerra mondiale ed è stata restaurata tra il 1966 e il 1968.
Nel 1423 Richard "Dick" Whittington, Lord Mayor di Londra, venne sepolto nel suo recinto anche se la tomba è andata perduta.

## Storia
Prima del grande incendio di Londra esistevano sette chiese dedicate all'Arcangelo Michele, tutte tranne una (St Michael le Querne) vennero ricostruite dopo l'incendio. La prima di cui si abbia notizia era St Michael of Paternosterchierch del 1219. Il suffisso derivava dall'ubicazione in Paternoster Lane (ora College Hill), che aveva preso il nome dai venditori di paternoster – o rosario – che numerosi vi avevano sede.  Il suffisso Royal è stato trovato per la prima volta nel secolo seguente e si riferiva ad una strada vicina, non più esistente, chiamata Le Ryole, corruzione di La Reole, una città nella regione del Bordeaux. Questa strada aveva preso quel nome per la presenza di molti mercanti di vino.
Agli inizi del XVI secolo risiedeva nella zona Richard Whittington, quattro volte Lord Mayor di Londra. Uno dei suoi primi atti di filantropia, fatto nel 1409, fu pagare per la ricostruzione e l'ampliamento di St Michael Paternoster Royal dopo che un appezzamento di terreno libero era stato acquistato a Le Ryole. In seguito fondò il Collegio di St Spirit e St Mary all'interno della chiesa, così che St Michael divenne una collegiata, cioè fu amministrata da un collegio di sacerdoti, in questo caso cinque, invece che da un rettore. Era comunemente noto come Whittington's College o Whittington College. Il college venne spostato da College Hill ad Highgate Hill intorno agli anni 1820, e poi nuovamente, nel 1966, a Felbridge, West Sussex.)
Adiacente alla chiesa, Whittington fondò una casa d'accoglienza per i poveri. Il collegio scomparve a seguito dissoluzione dei monasteri da parte di Edoardo VI, nel 1548, ma venne riaperto in una nuova entità alcuni anni dopo sotto il regno di Maria I. In ogni caso, il titolo sembra essere persistito per la chiesa, in College Street e College Hill. La casa d'accoglienza venne trasferita ad Highgate, nel 1808, e successivamente a East Grinstead nel 1966.
Sir Richard venne tumulato a St Michael’s nel 1423 nel lato sud dell'altare vicino a sua moglie Alice. John Stow raccontò che il corpo di Whittington venne dissepolto, dall'allora rettore Thomas Mountain, durante il regno di Edoardo VI, nella convinzione che fosse stato sepolto con un tesoro. Non era così, e pertanto Mountain prese il suo sudario di piombo. La tomba fu scavata di nuovo durante il regno di Maria I e il suo corpo fu ricoperto di piombo. Un tentativo di trovare la sua tomba, nel 1949, fece scoprire un gatto mummificato, ma nessun corpo del Mayor.
Altri personaggi importanti sepolti prima dell'incendio furono William Oldhall (m. 1459) presidente della Camera dei comuni, il Lord Mayors John Yonge (m. 1466) e William Bayley (m. 1524), Peter Blundell (m. 1601) fondatore della Blundell's School, (menzionato nel romanzo di Richard Doddridge Blackmore Lorna Doone) e il cavaliere poeta John Cleveland (m. 1658).
Dopo la distruzione della chiesa durante l'incendio, la parrocchia fu unita a quella di St Martin Vintry, anch'essa distrutta ma non ricostruita. La costruzione di una nuova chiesa iniziò nel 1685 (una delle ultime 51 chiese da ricostruire) e si fermò nel 1688 a causa dell'incertezza finanziaria associata alla Gloriosa rivoluzione. La costruzione iniziò di nuovo l'anno successivo, sotto la supervisione del maestro muratore di Wren Strong e fu terminata nel 1694. La sua guglia fu costruita tra il 1713 e il 1717. Il costo totale della ricostruzione fu di 8.937 sterline.

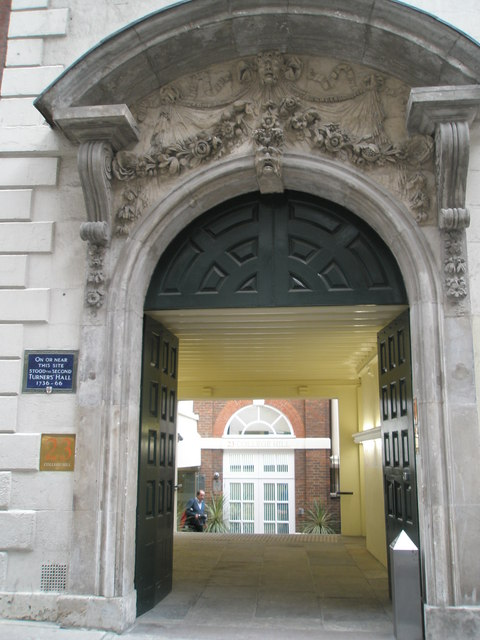
Corte Turners

Dal 1750 esiste un monumento a un altro Lord Mayor, Samuel Pennant, scolpito da Michael Rysbrack. Pennant morì di febbre tifoide tenuto dai prigionieri in tribunale.
St Michael’s subì una serie di restauri nel XIX secolo, da parte di James Elmes nel 1820, William Butterfield nel 1866 e Ewan Christian nel 1894. Il loro lavoro andò perduto il 23 luglio 1944 quando la chiesa fu colpita da una V1 tedesca, che lasciò in piedi solo le pareti e la torre.
Le funzioni continuarono nel guscio rimasto fino al 1955. Una proposta della diocesi di demolire le mura e preservare la torre fu contrastata con successo dalla Corporazione della Città di Londra e la chiesa venne restaurata da Elidir Davies tra il 1966 e il 1968.
St Michael’s venne riaperta dal Duca di Edimburgo il 19 dicembre 1968 come sede del Mission to Seafarers, una organizzazione anglicana che sostiene i cappellani in giro per il mondo, oltre che da City Livery Companies.
St Michael Paternoster Royal è una cappella nella giurisdizione del vescovo di Londra, e dal 2018 sede dello stesso.

## Architettura
St Michael’s ha una pianta rettangolare, con solo il fronte ovest su College Hill. Prima della seconda guerra mondiale il fronte sud era circondato da edifici. A seguito dei danni provocati dalle bombe, questi edifici sono stati ripuliti e Whittington Garden ha allestito il loro sito, così che la facciata principale di St Michael si trova ora a sud, lungo Upper Thames Street. Il fronte sud è rivestito in pietra e ha sei finestre ad arco tondo con chiavi di pietra di cherubino. I fronti nord e est, meno importanti, sono di mattoni. Il tetto è a balaustra.

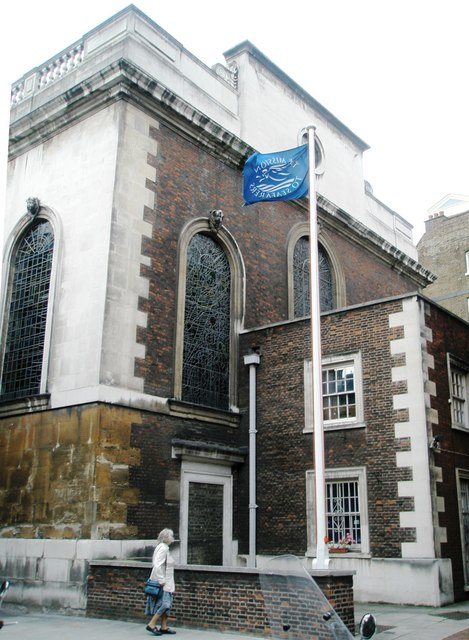
Chiesa dei marinai

L'entrata si trova nella torre dell'angolo sud-ovest. Questa ha una finestra ad arco tondo al livello più basso, quindi una finestra circolare, e poi una finestra campanaria a testa quadrata. Nella parte superiore è un parapetto forato con urne quadrate agli angoli. La guglia in pietra è stata progettata da Nicholas Hawksmoor ed è simile a St Stephen Walbrook, St James Garlickhythe e, in misura minore, alle torri ovest della Cattedrale di San Paolo. È un ottagono aperto formato da otto colonne in stile ionico, ciascuno con la sua trabeazione e sormontato da un'urna. Sopra questo ve ne è un altro, più piccolo, con altre otto colonne con urne. Sopra il secondo ottagono c'è una minuscola cupola sormontata da una banderuola. L'altezza della torre e del campanile è di circa 39 metri.

## Interno

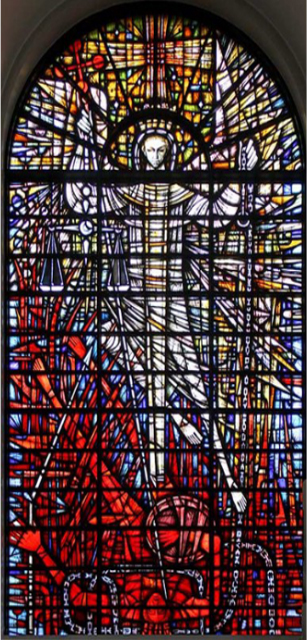
Vetrata principale: San Michele e Satana

L'interno di St Michael’s è diviso, riflettendo il duplice scopo della chiesa. L'edificio ad ovest, che corrisponde approssimativamente al progetto della chiesa originale del XIII secolo, ospita una sala, un vestibolo e gli uffici della Mission to Seafarers.
La cappella è ospitata nella parte più grande, orientale, della chiesa. La parete est comprende tre vetrate disegnate da John Hayward nel 1968. La finestra principale raffigura San Michele che calpesta Satana dalle ali rosse. Le finestre su entrambi i lati mostrano la Vergine Maria con Gesù bambino e Adamo ed Eva con l'Arcangelo Gabriele e il serpente. Sulla parete sud, un'altra vetrata rappresenta Dick Whittington con il suo gatto.
Il dossale è originale, con quattro colonne corinzie e quattro urne fiammeggianti. Prima erano statue barocche di Mosè e Aronne del XVII secolo, spostate qui da All-Hallows-the-Great dopo la demolizione di quella chiesa nel 1894: le mani delle statue vennero fatte saltare in aria e sono state sostituite. In precedenza Mosè aveva un dito con il quale indicava il Decalogo, mentre Aronne teneva un turibolo - mentre ora alza le mani in segno di benedizione.